# Ptereleotris crossogenion
Ptereleotris crossogenion is een straalvinnige vissensoort uit de familie van wormvissen (Microdesmidae). De wetenschappelijke naam van de soort is voor het eerst geldig gepubliceerd in 2008 door Randall & Suzuki.